# 華碩Eee系列

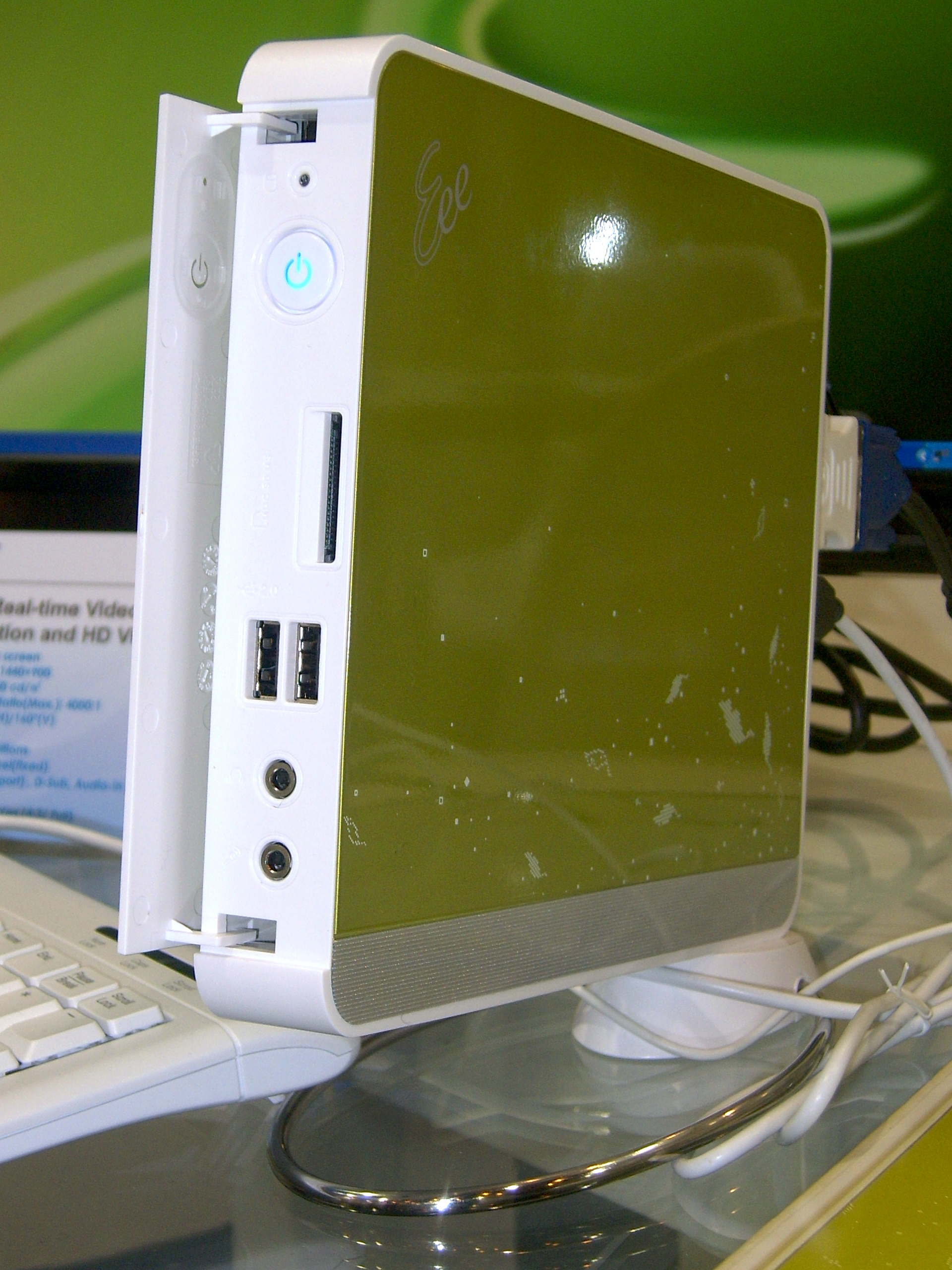
Eee BOX

華碩Eee是華碩開發的電腦系列，此系列以2007年推出的Eee PC netbook為開始。據華碩官方網頁所指，「Eee」分別代表「易於學習、易於上手、易於工作」（Easy to learn, Easy to play and Easy to work.）。

## Eee PC

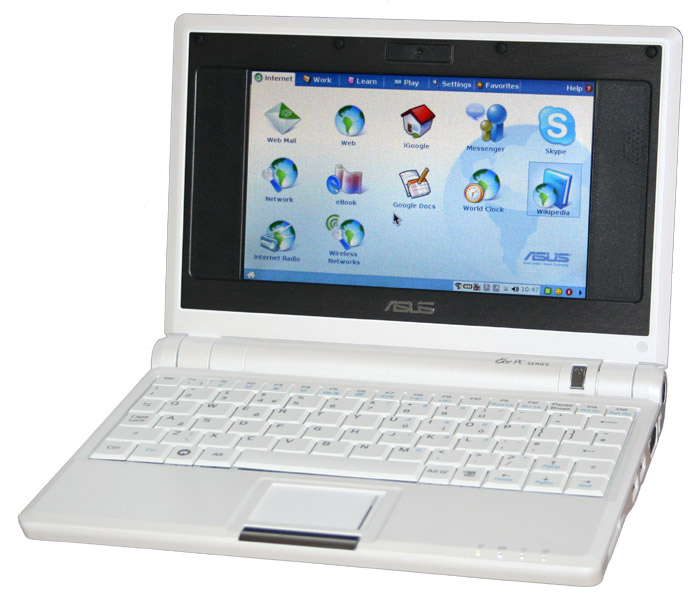
Eee PC 900

Eee PC是華碩於2007年秋季推出的netbook，以比傳統筆記型電腦更輕便、更廉價為賣點，早期型號配備基於Linux的作業系統及固態硬盤（SSD）作儲存裝置，後來持續推出的新型號配備了Windows XP作業系統、硬碟、Intel Atom處理器等，而價格也開始接近傳統筆記型電腦。
華碩宣布Eee PC產品線於2012年年底結束，Eee PC 走向歷史。

## Eee Box
Eee Box是繼Eee PC後的一種nettop，Eee Box的主機板具有名為「ExpressGate」的即時啟動系統（Splashtop）。

## Eee Top

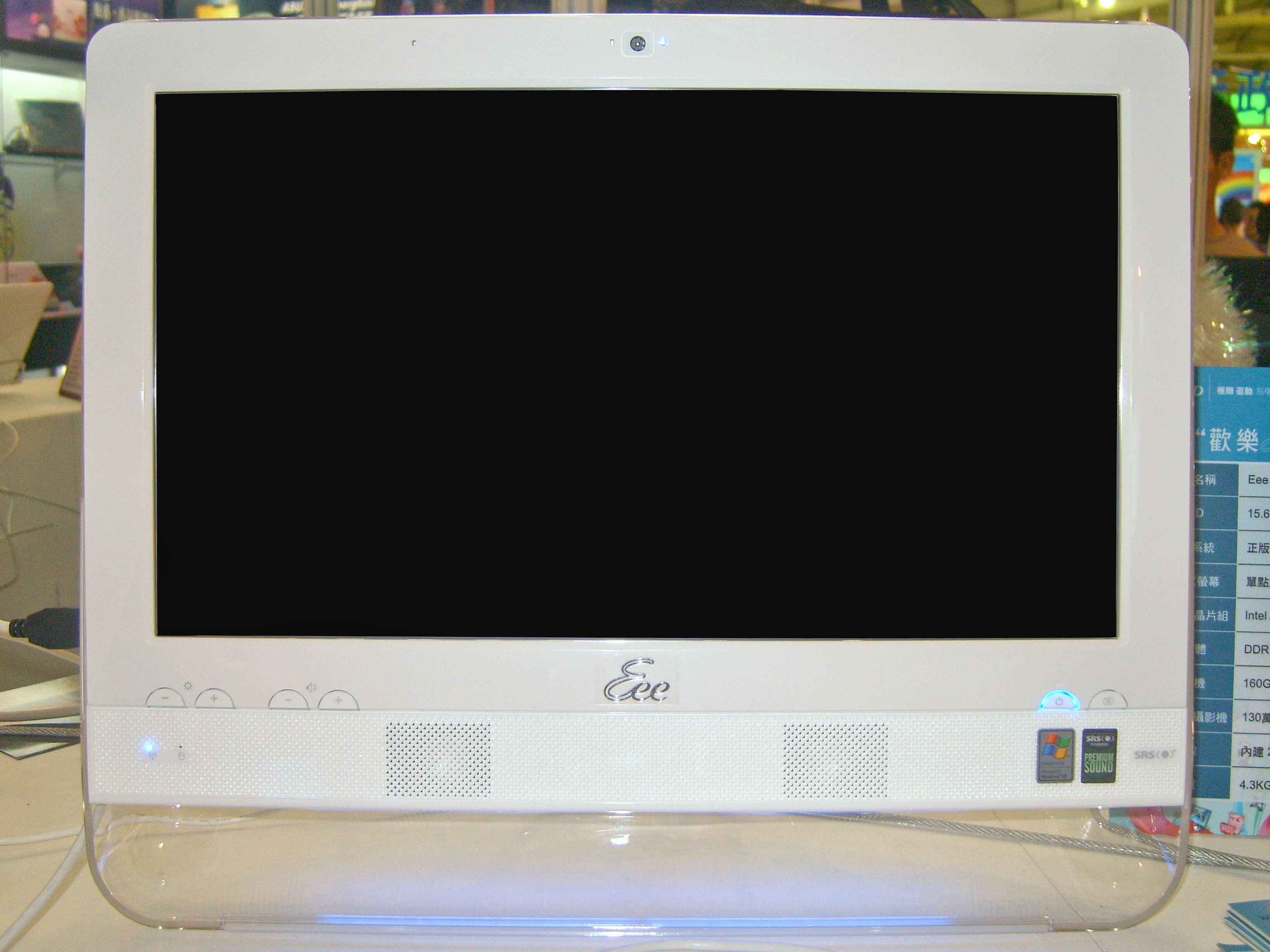
Eee Top

EEE Top是華碩在2008年11月推出的觸控式螢幕型個人電腦，主機板同樣具有「ExpressGate」即時啟動系統，配備1.6GHz Intel Atom雙核心處理器、15.6寸螢幕（16:9）、1 GB RAM、160GB硬碟、IEEE 802.11n Wi-Fi、揚聲器、SD卡讀卡機、1.3百萬像素攝像頭及由華碩修改的Windows XP Home作業系統。

## Eee Keyboard
Eee Keyboard是一種在全尺寸鍵盤中內建主機的產品，數字鍵盤（keypad）以觸控式螢幕取代。華碩表示計劃在2009年9月推出。

## Eee Stick

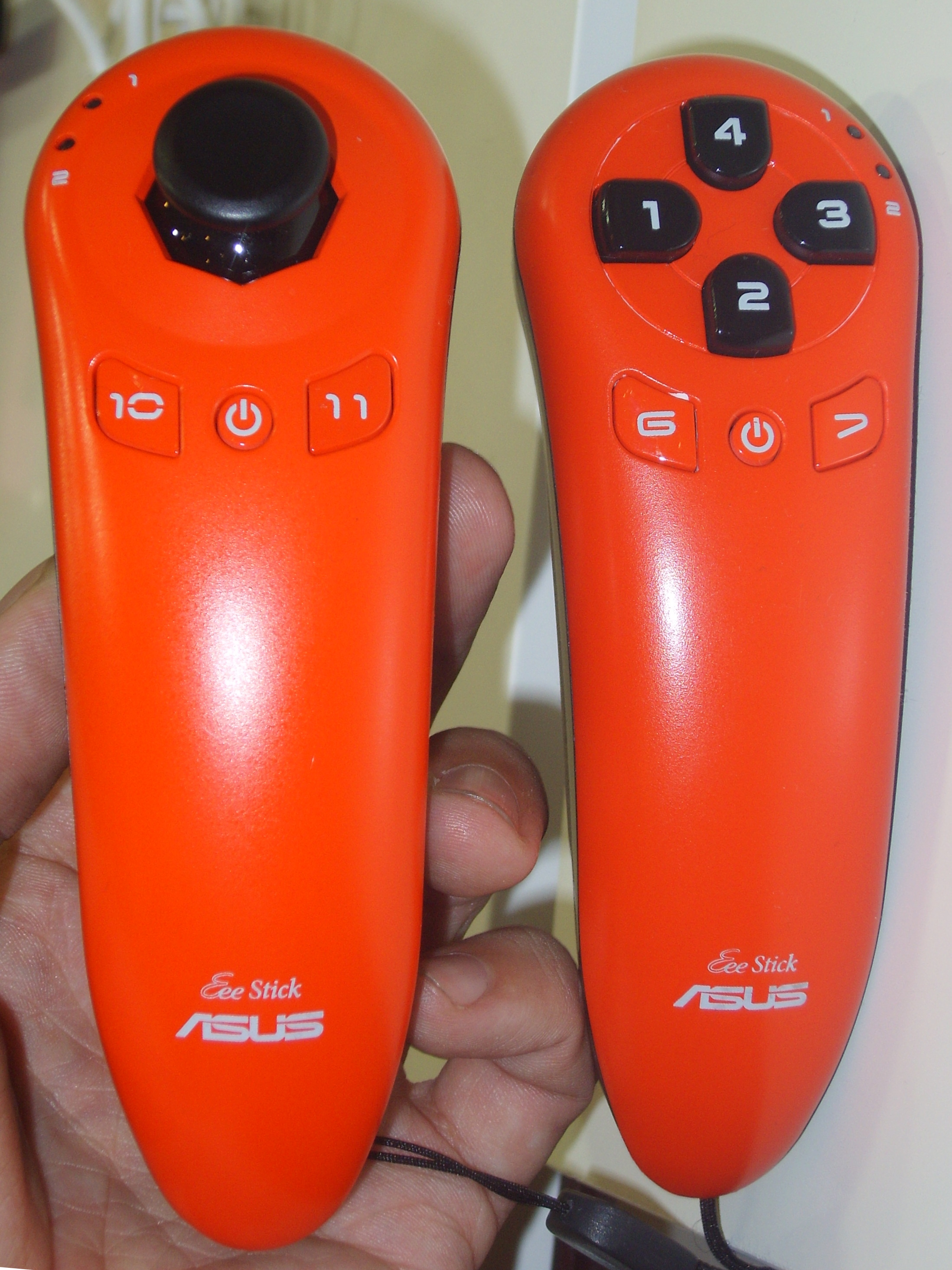
Eee Stick

Eee Stick是一種類似Wii Remote的多功能遙控器，對應Eee PC及Eee BOX，並聯同相關遊戲推出。

## Eee PC Media Server
Eee PC Media Server在CES 2009首次亮相，以多媒體伺服器作市場路線。

## Eee Pad Transformer
Asus Eee Pad Transformer 是使用Google Android 操作系統平板電腦，於 CES 2011 發表，2011年3月30日推出。以「變形金剛」為名，因附設另購的鍵盤底座提供全尺寸 QWERTY 鍵盤及觸控板。